# Missão das Nações Unidas de Apoio a Timor-Leste

mapa do Timor-Leste

A Missão das Nações Unidas de Apoio a Timor-Leste (UNMISET) foi estabelecida em 20 de maio de 2002, no mesmo dia em  que Timor-Leste se tornou um Estado independente internacionalmente reconhecido. Também nessa data, a Administração de Transição das Nações Unidas em Timor-Leste (UNTAET) foi encerrada.
Forças militares e policiais de nações contribuintes foram postas sob o controle do Representante Especial do Secretário-Geral. Após um relatório de progresso enviado pelo Secretário-Geral em 2003, o mandato inicial de 12 meses foi estendido para dois anos, posteriormente estendida a 20 de maio de 2005, sendo ainda depois substituída pelo Escritório das Nações Unidas em Timor-Leste (UNOTIL).
Um relatório final foi então apresentado ao Conselho de Segurança e um pronunciamento foi feito sobre um apoio contínuo com uma Unidade de Patrulhamento de Fronteira.
Os mandatos das Resoluções do Conselho de Segurança também prepararam uma Unidade de Crimes Graves para investigar os eventos de 1999.